# John Hay, 4. Marquess of Tweeddale

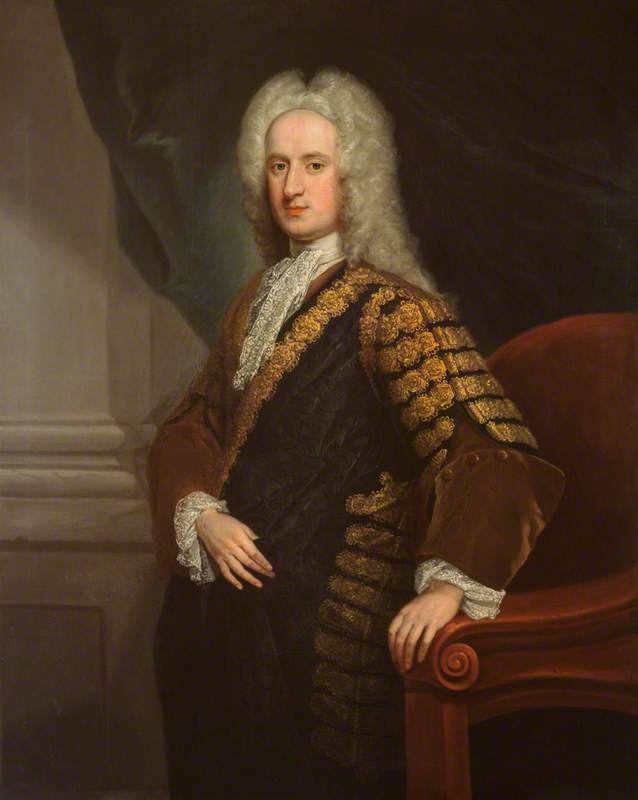
John Hay, 4. Marquess of Tweeddale, um 1728

John Hay, 4. Marquess of Tweeddale (* um 1695; † 9. Dezember 1762 in London), war ein schottisch-britischer Peer, Richter und Politiker.

## Leben
Er war der älteste Sohn des Charles Hay, 3. Marquess of Tweeddale (1670–1715), aus dessen Ehe mit Lady Susan Douglas-Hamilton (1659–1737), Witwe des John Cochrane, 2. Earl of Dundonald († 1690), Tochter des William Douglas-Hamilton, Duke of Hamilton und der Anne Hamilton, 3. Duchess of Hamilton. Als Heir apparent seines Vaters führte er ab 1697 den Höflichkeitstitel Master of Yester und ab 1713 den Höflichkeitstitel Lord Yester.
Beim Tod seines Vaters im Dezember 1715 erbte er dessen schottische Adelstitel als 4. Marquess of Tweeddale, 5. Earl of Tweeddale, 4. Earl of Gifford, 4. Viscount of Walden und 12. Lord Hay of Yester.
Nachdem er in Edinburgh ein juristisches Studium absolviert hatte, amtierte er von 1721 bis zu seinem Tod als ein Extraordinary Lord of Session als Laienrichter am Court of Session. Von 1722 bis 1734 und von 1742 bis 1762 war er als schottischer Representative Peer Mitglied des britischen House of Lords und wurde 1742 ins Privy Council aufgenommen. Im Parlament war er ein Anhänger der Whigpartei, aber Gegner des Premierministers Robert Walpole. 1742 wurde er Minister für Schottland sowie Keeper of the Signet. Von 1742 bis zu seinem Tod amtierte er als Gouverneur der Bank of Scotland und wurde 1761 Lord Justice General of Scotland.
1721 wurde er in die Freigärtner-Loge in Dunfermline aufgenommen, wurde sogleich zu deren Kanzler ernannt und hatte dieses Amt mindestens bis 1742 inne.
Er starb 1762 in London und wurde an seinem Familiensitz in Yester, East Lothian, bestattet. Seine Adelstitel fielen an seinen einzigen überlebenden Sohn George als 5. Marquess und, als dieser 1770 noch im Kindesalter starb, weiter an seinen Bruder George (um 1699–1787) als 6. Marquess.

## Ehe und Nachkommen
Am 24. Mai 1748 heiratete er in London Lady Frances Carteret (1718–1788), Schwester und Coerbin des Robert Carteret, 3. Earl Granville, und Tochter des John Carteret, 2. Earl Granville. Mit ihr hatte er zwei Söhne und drei Töchter, von denen nur eine die Volljährigkeit erreichte:
- Lady Susanna Hay (1750–1757);
- John Hay (1751–vor 1762);
- Lady Catherine Hay (1753–1776), ⚭ 1774 William Hay († 1781);
- Lady Grace Hay (1753–1771);
- George Hay, 5. Marquess of Tweeddale (1758–1770).